# Пабайнур
Пабайнур (мар. Павайнур) — деревня в Мари-Турекском районе Республики Марий Эл. Входит в состав Карлыганского сельского поселения.

## География
Находится в восточной части республики Марий Эл на расстоянии приблизительно 40 км по прямой на юго-восток от районного центра посёлка Мари-Турек.

## История
Известна с 1816 года, когда здесь значились 12 дворов, 40 жителей. В 1834 году было 13 дворов, проживали 86 человек, в 1905 году в деревне насчитывалось 33 двора с населением 165 человек. Если в 1940 году в ней было 197 жителей, то в 1943 году осталось 158, в 1959 году 190 человек. В 1970 году в деревне проживали 186 жителей, а в 1979 году их было 136. В 2000 году в деревне отмечено 25 дворов. В советское время работали колхозы «Большевик», совхозы имени Кирова и «Восход».

## Население
Население составляло 82 человека (мари 98 %) в 2002 году, 90 в 2010.